# Léo Lima
Leonardo Lima da Silva, detto Léo Lima (Rio de Janeiro, 14 gennaio 1982), è un ex calciatore brasiliano, di ruolo centrocampista.

## Caratteristiche tecniche
Giocava come centrocampista offensivo, ed era dotato di un tiro potente e di un buon dribbling.

## Carriera

### Club
Cresciuto nelle giovanili del Madureira, Léo Lima fu prelevato dal Vasco da Gama nel 1999, ma solo dopo due anni entrò in prima squadra.
Nel Vasco, Léo Lima sfruttò la sua somiglianza con Souza, cresciuto anche lui nel Madureira. Vinse il Campeonato Carioca 2003, quando diventò noto per l'assist per il secondo gol del Vasco nella finale contro il Fluminense, segnato da Souza.
Nel 2004, Léo Lima si trasferì in Europa, dove giocò con CSKA Sofia, Marítimo e Porto.
Tornò in Brasile nel 2005, giocando per il Santos e, successivamente, per il Grêmio, dal quale fu allontanato ed escluso dalla rosa per la Coppa Libertadores per questioni disciplinari.
Nel 2007, si trasferì al Flamengo, dove ritrovò Souza, suo vecchio compagno di squadra. Nel club Rubro-negro, si fece notare più per il suo comportamento polemico che per le sue prestazioni, e gli fu rescisso il contratto.
Il 18 gennaio 2008, d'accordo con il tecnico Vanderlei Luxemburgo, il Palmeiras annunciò di aver messo sotto contratto Léo Lima.
Si mise in evidenza nel campionato Paulista e nella sfida contro il San Paolo.
Léo Lima giocò il Campeonato Brasileiro Série A 2008 con il Palmeiras, e il 29 dicembre 2008 è stato acquistato dal Vasco con un contratto di un anno.

### Nazionale
Nel 1999, con il Brasile under 17, vinse il Campionato mondiale di calcio Under-17.

## Palmarès

### Club
- Campeonato Paulista: 2

Santos: 2006
Palmeiras: 2008
- Campeonato Carioca: 2

Vasco da Gama: 2003
Flamengo: 2007
- Taça Rio: 2

Vasco da Gama: 2001, 2003
- Taça Guanabara: 3

Vasco da Gama: 2000, 2003
Flamengo: 2007

### Nazionale
- Campionato mondiale Under-17: 1

Nuova Zelanda 1999